# Idiocera przewalskii
Idiocera przewalskii là một loài ruồi trong họ Limoniidae. Chúng phân bố ở miền Cổ bắc.